# 林広泛
林広泛（簡体字中国語: 林广泛、1951年 - ）は、中華人民共和国の政治家。遼寧省盤錦市盤山県出身。
2008年の第11回全国人民代表大会に解放軍代表として参加。
吉林大学国民経済学部を卒業。中国共産党党員。空軍航空大学にて政治委員を担当。2008年より全国人民代表大会議員。